# Degreese
Degreese ist eine österreichische Musikerin.

## Leben
Im Jahr 2004 war sie für den Amadeus Austrian Music Award in der Kategorie „Künstlerin Pop/Rock national“ für ihr Lied You’re the One That I Want nominiert. Das Lied war 9 Wochen in den Charts und erreichte Platz 7.

## Diskografie
Singles
- 2003: You’re the One That I Want